# Alphonse de Kalbermatten

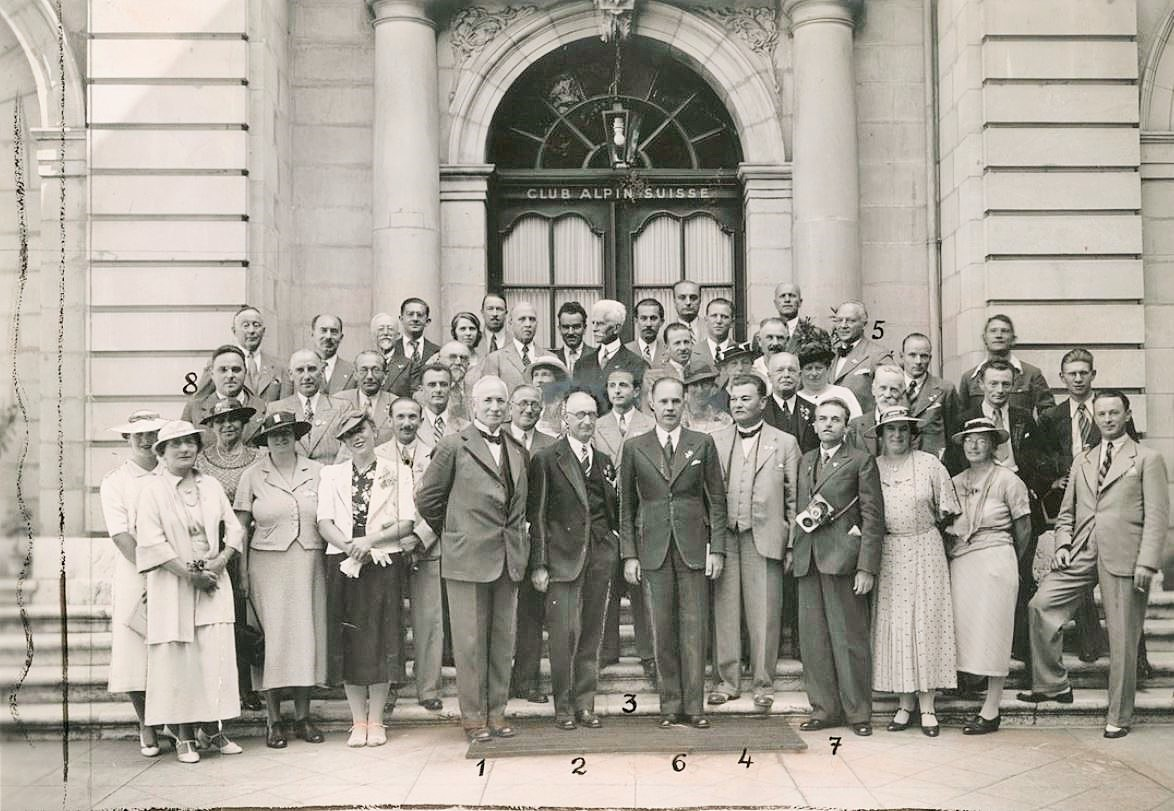
UIAA Generalversammlung in Genf 1936: 1. Kalbermatten SAC, 2. D’Arcis Präs. UIAA, 3. Dosio CAI, 4. Siogren Schweden, 5. Lory CAF, 6-8 Goetel, Klemensiewicz, Szatkowski Polen

Alphonse de Kalbermatten (* 25. April 1870 in Sitten; † 23. Februar 1960 ebenda, heimatberechtigt in Sitten) war ein Schweizer Architekt.

## Leben
Alphonse de Kalbermatten wurde am 25. April 1870 in Sitten als Sohn des Architekten Joseph de Kalbermatten geboren. Nach der Absolvierung eines Studiums der Architektur am Eidgenössischen Polytechnikum Zürich sowie eines anschliessend abgelegten Praktikums in München hielt sich Alphonse de Kalbermatten zunächst kurze Zeit in Italien auf.
Im Jahr 1894 begann Kalbermatten eine fruchtbare Zusammenarbeit mit seinem Vater, dessen historisierenden Eklektizismus er weiterverfolgte. Um 1930 wandte er sich schliesslich der modernen Architektur zu. Alphonse de Kalbermatten war massgeblich an zahlreichen Um- und Wiederaufbauten, sowie Renovationen, unter anderem 1897 mit Théophile van Muyden die Burg und Kirche von Valeria, und in Zusammenarbeit mit anderen Architekten erstellten Bauten, beteiligt.
Dazu fungierte er 1929 als Mitbegründer sowie bis 1931 als erster Präsident der Walliser Sektion des Schweizerischen Ingenieur- und Architektenvereins (SIA). Von 1935 bis 1937 war er Zentralpräsident des Schweizer Alpen-Clubs als Mitglied der Sektion Monte Rosa.
Alphonse de Kalbermatten heiratete im Jahr 1900 Fanny geborene de Riedmatten. Er verstarb am 23. Februar 1960 zwei Monate vor Vollendung seines 90. Lebensjahres in Sitten.

## Werk
- Hotel de la Planta in Sitten, 1933